# Chérisay
Chérisay település Franciaországban, Sarthe megyében. Lakosainak száma 308 fő (2022. január 1.). Chérisay Champfleur, Ancinnes, Béthon, Bourg-le-Roi, Fyé, Oisseau-le-Petit és Rouessé-Fontaine községekkel határos.

## Népesség
A település népességének változása:
| Lakosok száma | 316  | 311  | 310  | 309  | 310  | 312  | 312  | 310  | 308  |
|               | 2013 | 2015 | 2016 | 2017 | 2018 | 2019 | 2020 | 2021 | 2022 |